# Lasioglossum cervicale
Lasioglossum cervicale är en biart som först beskrevs av Cockerell 1915.  Lasioglossum cervicale ingår i släktet smalbin, och familjen vägbin. Inga underarter finns listade i Catalogue of Life.